# San Cristóbal (Bogota)
Pour les articles homonymes, voir San Cristóbal.
San Cristóbal est le 4e district de Bogota D.C., la capitale de la Colombie. Sa superficie est de 48,16 km2 pour une population de 460 414 habitants. San Cristóbal comprend une zone urbaine et une extension rurale. Cette dernière se trouve dans les cerros Orientales en français : « collines de l'est ».

## Géographie

### Localisation
- Nord : le district de Santa Fe (limite : Avenida 1)
- Est : les cerros Orientales avec les municipalités de Choachí et d'Ubaque, dans le Cundinamarca
- Sud : le district d'Usme (limite : Calle 73)
- Sud-ouest : le district de Rafael Uribe Uribe (limite : Carrera Décima)
- Nord-ouest : le district d'Antonio Nariño (limite : Carrera Décima).

### Topographie
La topographie de San Cristóbal est en général plane mais, à l'est, les flancs du cerro de Guadalupe laissent apparaître de fortes pentes.

### Hydrographie
Le río San Cristóbal traverse la ville. Quelques kilomètres plus loin, cette rivière prend le nom de río Fucha.

### Climat
La température moyenne est de 14 °C.

## Histoire
À l'époque précolombienne, la totalité du territoire était rurale avec une concentration d'haciendas dans la vallée du río Fucha.
Au début du XXe siècle, les haciendas La Milagrosa, La Fiscala, San Blas et Las Mercedes, situées sur le contrefort de la Cordillère Orientale, attirèrent une forte migration de paysans et d'ouvriers. L'urbanisation s'est produite avec l'édification de quartiers à l'emplacement de l'actuelle localité de Santa Fe et s'est accrue au cours du XXe siècle. Les habitants sont des descendants de personnes venant d'autres régions de la Colombie à la recherche d'opportunités économiques.
Avec l'adoption de la Constitution de 1991, le district spécial de Bogota devint Bogota D.C. et la municipalité de San Cristóbal, entre autres, reçut l'appellation de localité.

## UPZ et quartiers

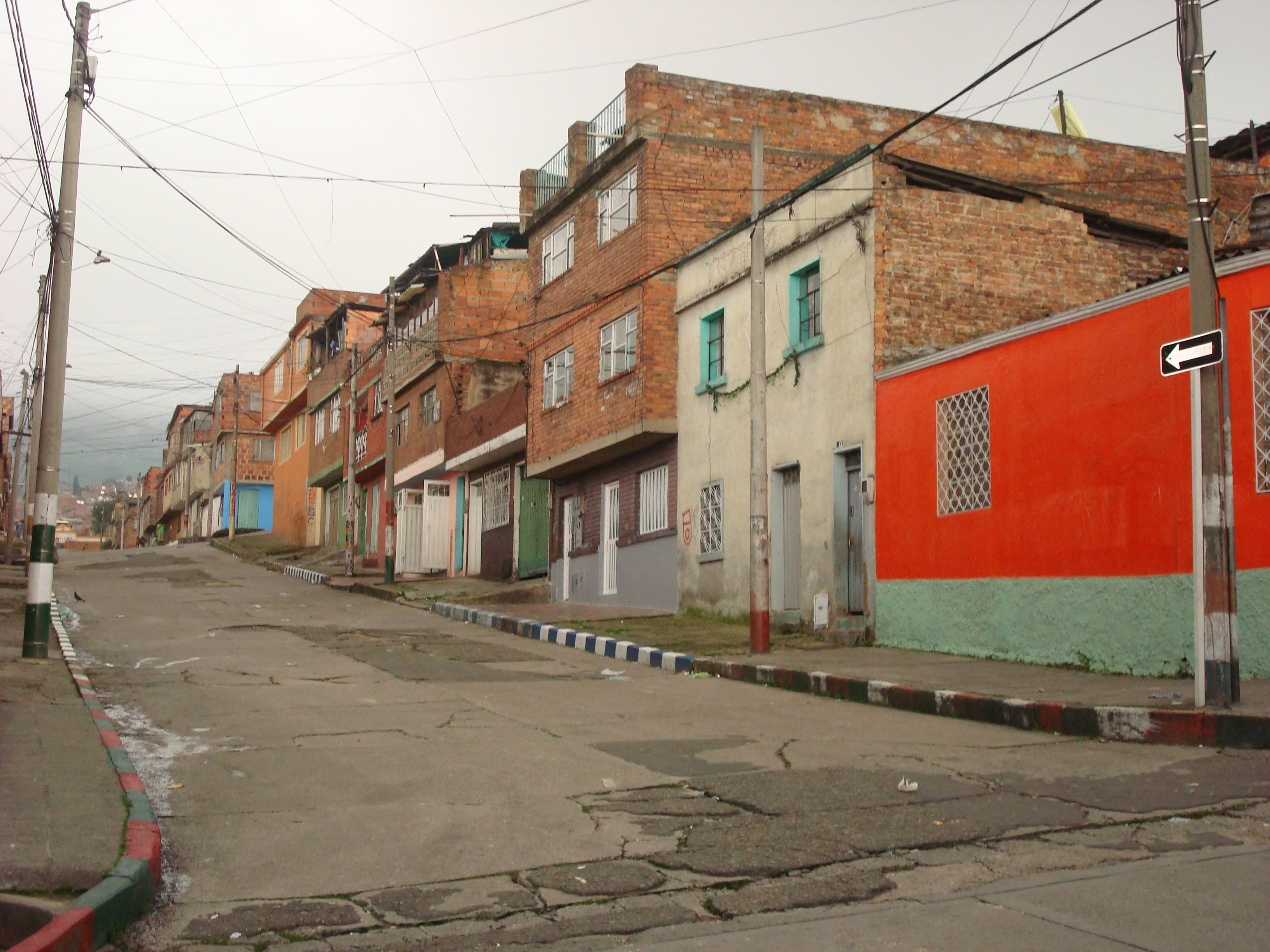
Une rue de San Cristóbal

Le district de San Cristóbal comprend cinq Unités de planification zonale (en espagnol : Unidades de Planeamiento zonal) ou UPZ : San Blas, Gloria, Sosiego, 20 de Julio et Los Libertadores.
Ces UPZ comptent 211 quartiers (en espagnol : barrios).
Le premier quartier créé fut San Cristóbal ; San Cristóbal Viejo et San Cristóbal Alto sont deux barrios de l'UPZ San Blas. Ce premier quartier fut suivi de ceux de San Francisco et de Villa Javier (UPZ Sosiego), entre autres. Le 20 de Julio, construit en 1933, est un quartier important du district ; il donna son nom à l'UPZ.

## Transports
L'accès principal à la ville de San Cristóbal s'effectue par la Calle 22 Sur (ou Avenida Primero de Mayo). D'autres accès se font par la Calle 11 Sur, la Carretera de Oriente, la Carrera Décima et par la prolongation de la Avenida Circunvalar.
L'usage du bus urbain prédomine dans la localité. La mise en œuvre de la phase III du TransMilenio a permis la création de plusieurs stations.

## Sites attractifs
- Le Parc métropolitain San Cristóbal (es) : On y trouve de grands espaces verts, des sentiers pédestres, des pistes de course à pied et des installations sportives destinées au basket-ball, au volley-ball et au football. Ce parc forme avec le Parc Primero de Mayo (es) le principal complexe sportif dans le sud de Bogota.
- Le Parc urbain récréatif de San Cristóbal (en espagnol : Parque Urbano Recreativo de San Cristobal)
- Le Parc aux Colonnes (Parque de Columnas)
- Le Parc naturel Entrenubes (Parque Natural Entrenubes)